# Pesterzsébet
Sectorul al XX-lea din Budapesta sau Pesterzsébet se află pe partea stângă a Dunării, în Pest. 

## Orașe înfrățite
- Frankfurt-Nord-Ost, Germania
- Olgiate Comasco, Italia
- Belin, România
- Cristuru Secuiesc, România

| Sectoarele Budapestei |
| --- |
| I \| II \| III \| IV \| V \| VI \| VII \| VIII \| IX \| X \| XI \| XII \| XIII \| XIV \| XV \| XVI \| XVII \| XVIII \| XIX \| XX \| XXI \| XXII \| XXIII |